# Cunkovci
Cunkovci – wieś w Słowenii, w gminie Gorišnica. W 2018 roku liczyła 100 mieszkańców.